# Brøndbyernes Idrætsforening 2014-2015
Questa voce raccoglie le informazioni riguardanti il Brøndbyernes Idrætsforening nelle competizioni ufficiali della stagione 2014-2015.

## Maglie e sponsor
Lo sponsor tecnico per la stagione 2014-2015 fu Hummel, mentre lo sponsor ufficiale fu bet25.dk. La divisa casalinga era composta da una maglietta gialla con motivi blu sulle maniche, pantaloncini e calzettoni blu. Quella da trasferta era invece composta da una maglietta grigia con inserti neri, con pantaloncini e calzettoni neri.
| Casa | Trasferta |

## Rosa
| N. |                      | Ruolo | Calciatore            |
| -- | -------------------- | ----- | --------------------- |
| 1  | Finlandia (bandiera) | P     | Lukáš Hrádecký        |
| 2  | Svezia (bandiera)    | D     | Michael Almebäck      |
| 3  | Norvegia (bandiera)  | D     | Fredrik Semb Berge    |
| 5  | Danimarca (bandiera) | D     | Martin Albrechtsen    |
| 6  | Danimarca (bandiera) | C     | Martin Ørnskov        |
| 7  | Danimarca (bandiera) | C     | Thomas Kahlenberg     |
| 8  | Argentina (bandiera) | C     | Alexander Szymanowski |
| 9  | Finlandia (bandiera) | A     | Teemu Pukki           |
| 9  | Danimarca (bandiera) | A     | Simon Makienok        |
| 10 | Paraguay (bandiera)  | A     | José Ariel Núñez      |
| 11 | Svezia (bandiera)    | A     | Johan Elmander        |
| 12 | Danimarca (bandiera) | D     | Frederik Holst        |
| 14 | Norvegia (bandiera)  | A     | Elbasan Rashani       |
| 15 | Danimarca (bandiera) | C     | Mikkel Thygesen       |
| 16 | Danimarca (bandiera) | P     | Michael Falkesgaard   |

| N. |                               | Ruolo | Calciatore                |
| -- | ----------------------------- | ----- | ------------------------- |
| 17 | Danimarca (bandiera)          | D     | Riza Durmisi              |
| 18 | Sudafrica (bandiera)          | C     | Lebogang Phiri            |
| 19 | Danimarca (bandiera)          | C     | Christian Nørgaard        |
| 20 | Danimarca (bandiera)          | D     | Dario Đumić               |
| 21 | Danimarca (bandiera)          | C     | Andrew Hjulsager          |
| 22 | Danimarca (bandiera)          | D     | Daniel Agger              |
| 22 | Macedonia del Nord (bandiera) | C     | Ferhan Hasani             |
| 23 | Danimarca (bandiera)          | D     | Patrick Da Silva          |
| 25 | Islanda (bandiera)            | C     | Hólmbert Aron Friðjónsson |
| 26 | Danimarca (bandiera)          | D     | Mads Nielsen              |
| 27 | Danimarca (bandiera)          | D     | Svenn Crone               |
| 28 | Danimarca (bandiera)          | A     | Daniel Holm               |
| 29 | Danimarca (bandiera)          | A     | Nikolai Laursen           |
| 30 | Danimarca (bandiera)          | P     | Andreas Hansen            |

## Calciomercato

### Sessione estiva(dal 01/07 al 31/08)
| Arrivi | Arrivi                    | Arrivi            | Arrivi        |
| R.     | Nome                      | da                | Modalità      |
| ------ | ------------------------- | ----------------- | ------------- |
| D      | Daniel Agger              | Liverpool         | definitivo    |
| D      | Mads Nielsen              | Valur             | fine prestito |
| D      | Fredrik Semb Berge        | Odd               | definitivo    |
| C      | Hólmbert Aron Friðjónsson | Celtic            | prestito      |
| C      | Alexander Szymanowski     | Recreativo Huelva | definitivo    |
| A      | Johan Elmander            |                   | svincolato    |
| A      | Teemu Pukki               | Celtic            | prestito      |
| A      | Elbasan Rashani           | Odd               | definitivo    |

| Partenze         | Partenze              | Partenze          | Partenze      |
| R.               | Nome                  | a                 | Modalità      |
| ---------------- | --------------------- | ----------------- | ------------- |
| P                | Bram Verbist          |                   | svincolato    |
| D                | Khalid Boulahrouz     |                   | svincolato    |
| D                | René Joensen          |                   | svincolato    |
| D                | Daniel Stenderup      | Esbjerg           | definitivo    |
| D                | Daniel Norouzi        |                   | svincolato    |
| C                | Kristian Andersen     | HB Køge           | prestito      |
| C                | Franck Semou          |                   | svincolato    |
| A                | Quincy Antipas        | Hobro             | definitivo    |
| A                | Simon Makienok        | Palermo           | definitivo    |
| Altre operazioni |                       |                   |               |
| R.               | Nome                  | da                | Modalità      |
| C                | Alexander Szymanowski | Recreativo Huelva | fine prestito |

## Risultati

### Superligaen
| Arbitro: | Tykgaard (Holstebro) |

|                                      |           |              |
| Hassan 39’ Rasmussen 64’ Onuachu 86’ | Marcatori | 68’ Makienok |

| Arbitro: | Poulsen |

|                     |           |  |
| Núñez 48’ Phiri 90’ | Marcatori |  |

| Arbitro: | Kehlet |

|                                |           |  |
| Thomsen 14’ (rig.) Hvilsom 75’ | Marcatori |  |

| Arbitro: | Johansen |

|            |           |           |
| Rashani 8’ | Marcatori | 90’ Høegh |

| Arbitro: | Maae (Højbjerg) |

|                   |           |  |
| Makienok 49’, 71’ | Marcatori |  |

| Arbitro: | Christoffersen |

|  |           |                                            |
|  | Marcatori | 56’ Elmander 65’ Semb Berge 81’ Kahlenberg |

| Arbitro: | Tykgaard (Holstebro) |

|  |           |                       |
|  | Marcatori | 4’ Bjarnason 82’ Fall |

| Arbitro: | Hansen (Østerbro) |

|            |           |  |
| Kadrii 50’ | Marcatori |  |

| Arbitro: | Maae (Højbjerg) |

|                          |           |                           |
| Andreasen 48’ Lekven 49’ | Marcatori | 46’ Pukki 79’ Friðjónsson |

| Arbitro: | Poulsen |

|                |           |                 |
| Pukki 44’, 69’ | Marcatori | 74’ Frederiksen |

| Arbitro: | Kehlet |

|                                                                |           |  |
| Kahlenberg 15’ Pukki 62’ Hjulsager 62’ Durmisi 81’ Rashani 88’ | Marcatori |  |

| Esbjerg 26 ottobre 2014, ore 19:00 12ª giornata | Esbjerg       | 0 – 0 referto | Brøndby | Blue Water Arena (10.077 spett.)\| Arbitro: \| Kristoffersen \| |
| Arbitro:                                        | Kristoffersen |               |         |                                                                 |

### Coppa di Danimarca
| Copenaghen 29 ottobre 2014, ore 20:30 Terzo turno | Fremad Amager | 1 – 3 referto | Brøndby | Sundby Idrætspark |

### Europa League
| Arbitro: | Bezborodov |

|                                     |           |  |
| Duarte 14’ Castillo 30’ Vázquez 63’ | Marcatori |  |

| Arbitro: | Yefet |

|  |           |                            |
|  | Marcatori | 38’ Castillo 45’ Menegazzo |